# Біллі Мілліґан Бенд
Біллі Мілліґан Бенд (англ. Billy Milligan Band) — київський арт-рок гурт з українською лірикою, заснований 11 березня 2013 року. Через 6 років після заснування гурту, 11 березня 2019 року, автор проекту Макс Прудеус повідомив про його закриття.

## Історія назви
Свою назву гурт запозичив у найвідомішої людини із «множинністю особистості». Згідно із діагнозами лікарів у свідомості американця Біллі Мілліґана жило аж 24 різні особи. Подібним до свідомості Мілліґана є звук гурту — він постійно змінюється і не підкоряється правилам жодного стилю або напрямку.

## Про гурт
Автором пісень, саундпродюсером та режисером відеокліпів виступає фронтмен гурту Макс Прудеус.
Музиканти не дають однакових сольних концертів та кардинально змінюють звучання із кожним альбомом. Часто концерти супроводжуються моновиставою, де актор читає монологи або спілкується із гостями на тему, якій присвячений концерт.
Першим треком, який гурт показав слухачам, стала пісня «Мені не однаково» на вірші Тараса Шевченка. Вона була записана до двохсотої річниці з дня народження поета. Це перша та єдина пісня у репертуарі гурту, текст до якої написав не його фронтмен.

## Альбоми
У кожному альбомі є по дев'ять пісень.
2014 — гурт випускає першу студійну платівку під назвою «У твоїй голові». Окрім стандартних для рок-квартету інструментів (вокал, гітара, бас та барабани) на диску можна почути клавішні, саксофон, віолончелі, трубу та тромбон.
Пісні «Янгол» та «Кольорами весни» вирізняються ламаною ритмікою, характерною для більш важких стилів рок-музики, а у коді пісні «Правда» можна почути несподіване джазове соло на трубі.
2016 — виходить другий альбом «Хворий на Любов». Це акустична платівка, присвячена виключно темі любові. Перкусії для платівки записав Орхан Агабейлі, а на віолончелі зіграла Жанна Марчинська. Окрім класичних інструментів на диску можна також почути бітбокс. Після виходу свого другого альбому музиканти дали кілька концертів у столичних театрах.
Цього ж року гурт підтримав Всеукраїнський мовомарафон «Переходь на українську». Фронтмен гурту, який сам перейшов на українську 2012 року, став ведучим його фінальної частини.
2017 — вихід третьої студійної роботи, «Радіопасивність». За стилістикою цей альбом близький до синті-попу, а більшість його лірики має духовний контекст. Ця платівка створювалася протягом року у власній студії гурту. Над третім альбомом працювали клавішник Андрій Орищенко, беквокалістка Любов Бобир та Макс Прудеус  - автор проекту, гітарист та вокаліст. Саунд-продюсером альбому виступив сам Макс Прудеус.

2018 — гурт зняв живе відео на трек «Порох», який увійшов до третього альбому, так прорекламувавши його у соцмережах:
Йшов п'ятий рік безглуздої війни, яка перетворила небесну сотню на небесні тисячі… Не будьте пішаками, думайте, не помирайте за чужі бізнес-інтереси.
Після великого негативного резонансу трек було видалено з мережі, а рекламу — з Facebook.

## Перший альбом «У твоїй голові»
2014 року «Біллі Мілліґан Бенд» випускає першу студійну платівку під назвою «У твоїй голові», вона запам'ятовуєтся качовими електрогітарними рифами та соціальною лірикою текстів пісень «Я є народ», «Правда» та «Зміни.ти-світ». У цьому альбомі є і автобіографічний трек із назвою «29», де фронт-мен гурту Макс Прудеус розповідає історію свого життя, та дає відповідь, чому він вирішив покинути роботу директора міжнародної ІТ-компанії заради музики.
Над платівкою працювали:
- Макс Прудеус — вокал, тексти
- Єгор Акулов — гітара
- Іван Соболь — бас-гітара
- Володимир Кравчук — ударні
- Жанна Марчинська — віолончель
- Анна Савранська — саксофон
- Олександр Лєжньов — клавішні
- ВітАс — труба
- Назар — тромбон
- Автор пісень — Макс Прудеус
- Продюсери — Дмитро Скрипка, Макс Прудеус, Єгор Акулов
- Мастеринг — Денис Ямбор

## Другий альбом «Хворий на Любов»
14 лютого 2016 року вийшов другий альбом гурту «Хворий на Любов». До складу платівки увійшли 9 п'єс. Усі вони присвячені різним аспектам любові та кохання. Саунд другого альбому побудований навколо роялю та віолончелі.
Самі музиканти так прокоментували вихід другої платівки: «У часи, коли Україна захлиналася від протиріч та ненависті, ми нагадали про вічні речі, які часто забуваються у шквалі емоцій та агресії».
Цей альбом запам'ятовується, в першу чергу, соло партіями роялю у піснях «Крила» та «Не хочу тебе», а також глибиною лірики останньої пісні платівки «Скажи».
Перкусію записав Орхан Агабейлі, а віолончель — Жанна Марчинська.
Окрім класичних інструментів на диску можна також почути бітбокс. Після виходу платівки музиканти дали кілька сольних концертів у столичних театрах, під час яких переплітали свою музику із психологією та філософією. Так за піснями із другого альбому «закріплюється» назва «п'єси», а стиль гурту починають називати «інтелектуальним арт-роком».
Над платівкою працювали:
- Макс Прудеус — вокал, гітара, тексти
- Дмитро Рижаков — рояль
- Денис Ткалічев — бас-гітара
- Орхан Агабейлі — перкусія
- Жанна Марчинська — віолончель
- В'ячеслав Коваленко — біт-бокс
- Андрій Орищенко — бек-вокал
- Любов Бобир — бек-вокал
- Автор пісень — Макс Прудеус
- Продюсери — Андрій Орищенко, Макс Прудеус
- Мастеринг — Ігор Курилович

## Третій альбом «Радіопасивність»
2017 року відбувся реліз третьої роботи «Радіопасивність». Її саунд близький до синті-попу, а більшість лірики має духовний контекст. 
«Ця назва пов'язана не з пасивністю радіостанцій, а з пасивністю в головах людей. Наша голова, як антена, і вона налаштовуєтеся на ті хвилі, на які сама людина хоче, щоб ця антена налаштувалась. Мені хочеться, щоб ми, українці, люди, які слухатимуть цей альбом, налаштовувались на інформаційно правильні хвилі. На більш позитивні речі в хорошому, а не в банальному сенсі. Хочеться, щоб було більше хорошого і більше добра, хочеться, щоб ми більше думали, усвідомлювали себе та те, що відбувається навколо нас», — говорить Макс Прудеус.
До третього альбому увійшли вже добре відомі столичним фанам «Іноземці», «Порох» та «Кожному своє». Ця платівка створювалася протягом року у власній студії гурту. Над третім альбомом працювали клавішник Андрій Орищенко, бек-вокалістка Любов Бобир та Макс Прудеус — автор проекту, гітарист та вокаліст. Саунд-продюсером альбому виступив сам Макс Прудеус.

## Концерти
Гурт зіграв концерти у Будинку Актора, домі-музеї Булгакова та у музеї «Золоті Ворота» у Києві.

## Кавери
- Кавер на «Imagine» Джона Лєннона, записаний та знятий на студії звукозапису «Audiapolis».
- Бітбокс-кавер на культову пісню Джона Лєннона «Working Class Hero».

«На цей трек робили кавери Ozzy Ozbourne, Marylin Manson, Green Day, Everlast та багато інших. Не просто показати щось особливе у такій компанії, але нам вдалося. Я дозволив собі трохи змінити текст пісні, тому що мені хочеться бачити більше мрійників навколо. Я вірю, що саме мрійники змінюють наш світ на краще», — прокоментував реліз фронтмен гурту Макс Прудеус.
- Кавер на німецьких металістів «Rammstein» на бандурі «Ohne Dich».

Метою цього відео є показати національний український інструмент у новій ролі. Під акомпанемент бандури та губної гармоніки Макс Прудеус співає німецькою мовою, і це звучить магічно та заворожуюче.
Для роботи над цим проектом фронтмен гурту Макс Прудеус запросив заслуженого артиста України, відомого у світі бандуриста-віртуоза Тараса Яницького. Зйомки та запис проходили у власній студії звукозапису гурту «Audiapolis».
Цей кавер буквально підірвав інтернет. Саме тому, Тарас Яницький та Макс Прудеус створили новий музичний проект, який ламає стереотипне уявлення про бандуру. Проект отримав назву «BanduraMen».

## Макс Прудеус
Прудеус прийшов до музики у 29 років, коли покинув посаду директора міжнародної ІТ-компанії, щоб повністю присвятити себе улюбленій справі.

Він пішов на курси української мови, вивчив її та перейшов з російської на українську у побуті та роботі. І вже з 2015 року вів українською прямі ефіри на радіо та ТБ.
«Я навчався в російській школі, де лише історія України, українська мова та література були українською. Всі інші предмети нам викладались російською. Із батьками я завжди говорив російською. Але коли почав багато подорожувати втомився пояснювати іноземцям, чому я говорю російською. Та я і сам собі не міг цього пояснити. Всі виправдання моєї російськомовності мені самому здавались надуманими і пов'язаними виключно із лінню. Я просто лінувався говорити українською. Коли перейшов, все стало на свої місця», — розповідає про свій досвід переходу на українську Макс Прудеус.
Фронтмен гурту також цікавиться татуюваннями. На момент публікації цієї статті у нього їх шість. Усі червоно-чорного кольору. Перше тату набив у 25 років.
«Я дуже довго йшов до першого татуювання. Хотів зробити його ще в 16 років. Але добре, що не зробив. Бо тоді думав про якийсь ієрогліф. Зараз я знаю, що татуювання дуже змінюють нас. Я відчув це на собі. Тому те, що ми наносимо на шкіру має обиратись дуже ретельно. Кілька років тому я набив собі червоно-чорну змію. У той час захоплювався йогою. В індуїзмі є поняття „кундаліні“ — спляча енергія, яка пробуджується у результаті духовних практик. Зазвичай її зображують у вигляді змії в три з половиною оберти. Вирішив зобразити її на лівій нозі ближче до ступні. Вона нагадує мені про необхідність більше працювати над собою та дає мотивацію рухатися далі.»

### Інтерв'ю
- gazeta.ua (20 липня 2017). Рік тому позичив у друзів тисячу доларів. Повертаю досі. [Архівовано 20 червня 2018 у Wayback Machine.]
- RTi (18 листопада 2016 р). Вільні люди. Макс Прудеус — фронтмен гурту «Біллі Мілліґан Бенд»
- Kyiv Music Labs (23 лютого 2017). Макс Прудеус: «Я однаково реагую на хороші та погані слова про мою творчість. Усім дякую» [Архівовано 20 червня 2018 у Wayback Machine.]
- show-biz.in.ua (30 березня 2016). Макс Прудеус про лінь, байдужість та «некрофілів» у питанні квот на український музичний продукт. [Архівовано 20 червня 2018 у Wayback Machine.]